# Joaquim Martínez
Joaquim Martínez (València, 1750 – Cadis, 1813) fou un arquitecte, militar i polític valencià. Estudià a Madrid i a la Reial Acadèmia de Belles Arts de Sant Carles, on fou deixeble d'Ignasi Vergara i Gimeno i Vicent Gascó i Massot.
El 1773 esdevingué membre de la Reial Acadèmia de Belles Arts de Sant Carles, de la que el 1791 en fou nomenat director de la secció d'arquitectura i el 1793 director general. Entre altres obres, dissenyà l'obra nova de la universitat de València i la capella del beat Gaspar Bono de l'Església de Sant Miquel i Sant Sebastià a la ciutat de València.
Quan esclatà la Guerra del Francès fou nomenat comandant del primer batalló de sapadors urbans de València. El 27 de juliol de 1810 fou elegit diputat a les Corts de Cadis. Formà part de la comissió de belles arts i de la comissió d'hisenda, però hi participà poc a causa de la seva mala salut. Tot i així fou un dels signants de la Constitució espanyola de 1812. Poc abans de morir fou escollit novament diputat suplent.